# 戴思颜
戴思颜（?—?），一作司顏，唐朝詩人。
大顺元年杨赞禹榜进進士，有诗名，“气宇盘礴，每有过人”。景福年間，官至太常博士。餘事無考。韋谷《才調集》卷九錄其詩二首。《全唐诗》卷六九○存其诗二首，残句一。